# Marguerite Churchill
Marguerite Churchill (ur. 26 grudnia 1910 w Kansas City, zm. 9 stycznia 2000 w Broken Arrow) – amerykańska aktorka sceniczna i filmowa.

## Biografia[1]
Była córką producenta, który posiadał sieć kin. Jej ojciec zmarł, gdy miała dziesięć lat. Kształciła się w Nowym Jorku w Professional Children’s School oraz w Theatre Guild Dramatic School. W wieku szesnastu lat pojawiła się na deskach broadwayowskich teatrów, gdzie uzyskała status gwiazdy. Tam została zauważona przez przedstawiciela przedsiębiorstwa filmowego Fox Company, który podpisał z nią kontrakt. W 1929 roku zadebiutowała jako aktorka filmowa. Pojawiała się w prawie 30 filmach. Najbardziej znanymi filmami z jej udziałem były Droga olbrzymów (The Big Trail, 1930) oraz Córka Draculi (Dracula's Daughter, 1936)
Prywatnie Churchil przez 15 lat była żoną aktora George’a O’Briena. Ich małżeństwo rozpadło się w 1948 roku. Mieli troje dzieci. Jednym z ich synów był powieściopisarz Darcy O’Brien. Ich córka Orin grała na kontrabasie w New York Philharmonic Orchestra. Z kolei ich trzecie dziecko, syn Brian, zmarł w wieku niemowlęcym w 1934 roku.
W 1954 roku Churchill ogłosiła swoje zaręczyny z artystą rzeźbiarzem Peterem Ganine. W "California Marriage Index, 1949-1959", istnieje zapis o małżeństwie z datą 5 czerwca 1954 roku dla Peter Ganine i Marguerite Churchill.
W 1960 roku przeniosła do Rzymu, a w 1970 do Lizbony. W latach dziewięćdziesiątych powróciła do USA.
Zmarła 9 stycznia 2000 w domu opieki w Broken Arrow w stanie Oklahoma.

## Filmografia[2]
- They Had to See Paris (1929)
- Śmiałek (The Valiant, 1929)
- Born Reckless (1930)
- Droga olbrzymów (The Big Trail, 1930)
- Szybko zarobione miliony (Quick Millions, 1931)
- Girl Without a Room (1933)
- Łowca głów (Man Hunt, 1936)
- Córka Draculi (Dracula’s Daughter, 1936)
- Zemsta Johna Ellmana (The Walking Dead, 1936)